# Rhea (maan)
Rhea is de op een na grootste maan van Saturnus.
De maan is in 1672 ontdekt door Giovanni Cassini en is vernoemd naar Rhea een van de Titanen uit de Griekse mythologie.
Rhea is een ijzig object met een dichtheid van ongeveer 1240 kg/m3.
Deze lage dichtheid is een aanwijzing dat de kern van steen minder dan 1/3e deel van de massa van de maan is, en de rest uit bevroren water bestaat.
Rhea lijkt op Dione, met verschil tussen het voorste en het achterste halfrond, iets wat waarschijnlijk betekent dat ze een vergelijkbare samenstelling en geschiedenis hebben.
De temperatuur op Rhea is -174 °C in de zon en tussen -200 °C en -220 °C in de schaduw.
Rhea is bedekt met inslagkraters en heeft heldere slierten op het oppervlak. Het oppervlak kan op basis van de dichtheid van kraters worden verdeeld in twee geologisch verschillende gebieden; het eerste deel bevat kraters met een diameter groter dan 40 km, en het tweede deel, te vinden in de pool- en equatoriale gebieden, kraters heeft die kleiner dan 40 km zijn.
Dit is een aanwijzing dat er ooit een nieuw deel aan het oppervlak is gekomen.
Het voorste halfrond is het zwaarste gevuld met kraters, en heeft een uniforme helderheid. Net zoals op Callisto hebben de kraters nauwelijks reliëf, zoals op de Maan en op Mercurius het geval is.
Op het achterste halfrond is een netwerk van heldere stroken op een donkere achtergrond, met enkele zichtbare kraters te zien.
Er wordt verondersteld dat deze stroken materiaal zijn dat door ijsvulkanen is verspreid vroeg in de geschiedenis van Rhea, toen deze nog vloeibaar van binnen was.

## Verkenning
De Voyager 1 & 2 ruimtevaartuigen hebben in de jaren 1980–1981 de eerste foto's geleverd van Rhea. De Cassini-Huygens ruimtesonde heeft Rhea meermaals gepasseerd in de jaren 2005-2015, met op 11 januari 2011 een flyby op slechts 69 km afstand.

## Mogelijk systeem van ringen
Op 6 maart 2008 heeft de NASA aangekondigd dat Rhea mogelijk een ringvormig ringsysteem heeft. Dit zou de eerste ontdekking van ringen rond een maan markeren. Het bestaan van de ringen werd afgeleid uit waargenomen veranderingen in de stroom van elektronen gevangen door het magnetische veld van Saturnus toen Cassini Rhea passeerde.  Toen Cassini echter vanuit verschillende hoeken gerichte waarnemingen van het vermeende ringsysteem verrichtte, werd er geen bewijs van ringmateriaal gevonden, wat suggereert dat een andere verklaring voor de eerdere waarnemingen nodig is.

## Mysterieuze strepen aangetroffen
Op 24 oktober 2018 meldde het Planetary Science Institute dat er op twee manen van Saturnus, Rhea en Dione mysterieuze strepen zijn aangetroffen. Het is onduidelijk hoe de rechte heldere lijnen ontstaan zijn. De parallelle lijnen zijn tien tot honderden kilometers lang en smal, minder dan vijf kilometer breed. "Hun oriëntatie, parallel aan de evenaar, en lineariteit zijn anders dan al het andere dat we in het zonnestelsel hebben gezien," aldus de onderzoekers. De oorsprong van deze virgae (virgae betekent een streep of streep van kleur) wordt hoogstwaarschijnlijk veroorzaakt door het materiaal uit de ringen van Saturnus, het passeren van kometen of de manen Helene en Polydeuces.